# Somovi
Somovi (Siluridae) je porodica riba zrakoperki koje imaju potpuno okoštao kostur (koštunjače). Pripadaju im najveće slatkovodne ribe u Europi. Oko usta imaju dugačke, mesnate izraštaje slične brkovima mačke. Koža im je glatka i nezaštićena krljuštima, ali se zato u perajima nalaze oštre koštane žbice koje su dobro odbrambeno sredstvo.
Žive u svim krajevima svijeta uglavnom u slatkim vodama u vrlo raznovrsnim staništima:
- u brzim planinskim potocima i rijekama za čije se dno pričvršćuju ustima ili trbušnom pijavkom;
- muljevite, mirne vode s malo kisika što riješavaju čestim izlaskom na površinu da bi progutali zrak;
- šupljine stijena, u kojima vlada potpuni mrak pa su takve vrste sa zakržljalim očima, kožom bez pigmenata pa im je tijelo ili sablasno bijelo ili providno, tzv. stakleni somovi (Kryptopterus bicirrhis);

Somovi su uglavnom grabežljivci, ali postoje i drugi načini ishrane:
- ishrana organskim otpacima kao npr. kod koridorasa (Corydoras arcuatus) koji se gaji u akvarijima kao čistač organskih otpadaka;
- parazitske vrste, koje se hrane sišući krv sa škrga drugih riba.

Briga o potomstvu karakteristična za somove je istovremeno vrlo neobična za koštunjače. Razlog je što obrazuju manji broj jaja pa je onda neophodno sačuvati ih. To čine na razne načine, od toga da mužjak čuva jaja u ustima, preko zajedničke brige oba roditelja pa do toga da ženka jaja i mlade nosi u kožnim prevojima na trbušnoj strani tijela.

## Značajne i neobične vrste
- Som (Silurus glanis) dostiže dužinu 4-5 m i težinu od 400 kg, pa po tome predstavlja najveću ribu europskih slatkih voda. Osim po veličini, ova vrsta je poznata i po dužini života jer može doživiti starost od preko 100 godina. U četvrtoj godini života dostiže spolnu zrelost. Ima tri para izraštaja oko usta (brkova) od kojih je jedan par na gornjoj vilici znatno duži od ostalih na doljnjoj. Mrijeste se u parovima i vode brigu o potomstvu. Som ili europski som, kako se još naziva, naseljava tekuće i stajaće vode u centralnoj i istočnoj Europi kao i zapadnoj i jugozapadnoj Aziji. Vrlo je proždrljiva i grabežljiva riba.
- Patuljasti som ili američki somčić (Amiurus nebulosus) podrijetlom je iz Sjeverne Amerike znatno je manjih dimenzija od svog rođaka, europskog soma. Može narasti do dužine od 0,5 m i težinu od oko 0,5 kg.

- Električni som (Malopterurus electricus) živi u rijekama Afrike. Dostiže dužinu od 0,5 m. U stanju je da proizvodi električni napon od 350 V pa tako može biti opasan i za čovjeka.
- Izvrnuti som (Synodontis angelicus) koji dok je mlad pri plivanju ima normalan položaj tijela, a kad izraste pliva na leđima.

## Rodovi
Postoji 13 rodova sa 107 vrsta
- Belodontichthys
- Ceratoglanis
- Hemisilurus
- Kryptoglanis
- Kryptopterus
- Micronema
- Ompok
- Phalacronotus
- Pinniwallago
- Pterocryptis
- Silurichthys
- Silurus
- Wallago